# Atractium
Atractium är ett släkte av svampar. Atractium ingår i divisionen sporsäcksvampar och riket svampar.